# 霜月優
霜月 優（しもつき ゆう、4月6日 - ）は日本の女性声優。主にアダルトゲームに声をあてている。北海道出身。

## 出演作品
太字は主役・メインキャラクター

### ゲーム

#### 2007年
- キリエ・エレイソンPCDX -今宵は触手で孕ませNIGHT-（二階堂百合菜）[1]
- 性春☆ダイナマイトっ!! 〜イケない放課後〜（五十嵐遠夜）

#### 2008年
- おねだり☆Princess 〜Hのお勉強=摩って擦って擦って摩って〜（リルム＝アレイスター）[2]
- キミのち○ちん、写メらせて♪ ★混浴温泉編（サキ）
- 極悪勇者鬼畜旅2（フォルテ）[3]
- Seal Best Collection（五十嵐遠夜）[4]
- ぜったい中出し警報! -中出ししないと人類滅亡!?-（柚木舞子）[5]
- 人妻女教師 性欲の教室2（内海郁枝）[6]
- 昼はアイドル、夜は愛奴隷! 〜今日のマイクはあなたの性器〜（大崎くるみ）[7]

#### 2009年
- 性徒幼録 〜ロリータ少女は俺次第〜
- 痴漢鉄道 〜通学列車は淫落行き〜（東屋麻理亜）[8]

#### 2010年
- 淫体実験 〜臨時保健医の淫辱記録〜（十倉加奈）[9]
- 危険日狙って!? 孕ませ学園（小見野結衣）[10]
- 催眠、好きですか? 〜あの娘の発情スイッチON!〜（七宮雛乃）[11]
- 処女狩り 〜ロリータ少女の極姦市街地〜[12]
- 調教神ユーリ －俺様の肉便器奴隷にしてやるぜ!!－（エトナ）[13]
- 特殊監獄1735 -収容所看守物語-
- 2月14日の午後（麻衣）[14]

#### 2011年
- くノ一の奪い方（沙織）
- くノ一の奪い方 外伝 〜里を継ぐ者〜
- 借金返済裏風俗（市原結）[15]
- seal BEST collection2 -エロいっぱいの真心ギフトこれでいつでもH三昧!!-
- 2月14日の午後 〜マット編〜（麻衣）[16]
- 女体研究倶楽部 〜あの娘を眠らせ悪戯三昧〜（杉田早月）[17]
- リベンジ!! 〜元カノからの挑戦状〜

#### 2012年
- 教育ママの鳴かせかた（本田香織）

#### 2013年
- OL監禁絶頂調教（市原 結）

#### 2017年
- 続・奥様はおねえちゃん!?（遠山 昌枝）

#### 2018年
- 懺悔島 純潔～処女の血をもって償え!（七瀬 千絵）

#### 2019年
- ブラック企業 ～性処理事業部～（木村 綾子）
- Hではじめるストラテジー! ～キュートレア経営復興計画～（久津都木 祈梨）
- ダリアの惑溺 ～団地妻・亜希子が堕ちる事情～（槇島 亜希子）

#### 2020年
- 姉ちゃんがオレの性玩具になっちゃうまで!?（桃瀬 凜華）
- 農家の嫁 ～昔から伝わる淫らなしきたり～（柴崎 由紀）

#### 2021年
- 淫辱病棟 ～穢された白衣の天使・あいりの悲劇～（高橋 あいり）

#### 2022年
- 退魔巫女・鏡花 ～異形に穢される聖女の肢体～（虹川 鏡花）

#### 2023年
- やらせてっ!てぃーちゃーリターンズ（石橋 理子）
- 調教カテイ ～性開発された肢体は元カレを忘れられない～（笹本 若菜）
- やらせてっ!てぃーちゃーリターンズ2（石橋 理子）
- 転落街 -少女異世界逃奔譚-（清水 冴結）

#### 2024年
- やらせてっ!てぃーちゃー Come back 理子（石橋 理子）
- エロゲ会社の禁断のセクハラ事情 ～狙われた新人イラストレーター～（岩崎 梓）
- やらせてっ!てぃーちゃーCome back理子 クリスマス Ver（石橋 理子）

#### 2025年
- やらせてっ!てぃーちゃーリターンズ3（石橋 理子）